# Nizza Côte d’Azur repülőtér
A Nizza Côte d'Azur repülőtér (IATA: NCE, ICAO: LFMN)  (franciául Aéroport de Nice-Côte d'Azur) egy nemzetközi repülőtér Franciaországban, Nizza közelében. Franciaország harmadik legforgalmasabb repülőtere. Éves utasforgalma 12 119 043 fő (2022).

## Futópályák
A repülőtér futópályái:
- 04L/22R (2628 m, 45 m, cement)
- 04R/22L (2960 m, 45 m, cement)

## Kiszolgált repülőterek

### Teher
| Légitársaság                                  | Célállomások                       |
| --------------------------------------------- | ---------------------------------- |
| ASL Airlines France                           | Marseille, Paris-Charles de Gaulle |
| DHL Aviation                                  | Málta, Marseille                   |
| FedEx Feeder üzemeltető: ASL Airlines Ireland | Paris–Charles de Gaulle            |

## Forgalom
Az utasforgalom az elmúlt években az alábbi módon változott:
| Utasok száma | 224 723 | 661 418 | 1 281 875 | 2 283 584 | 3 435 000 | 5 601 000 | 8 006 000 | 9 925 057 | 11 656 050 | 12 119 043 |
|              | 1950    | 1958    | 1966      | 1974      | 1982      | 1990      | 1998      | 2006      | 2014       | 2022       |